# HMS Wilton (L128)
Pour les autres navires du même nom, voir HMS Wilton.
Le HMS Wilton (pennant number L128) est un destroyer d'escorte de classe Hunt de type II construit pour la Royal Navy pendant la Seconde Guerre mondiale.

## Construction
Le Wilton est commandé le 4 septembre 1939 dans le cadre du programme d'urgence de la guerre de 1939 pour le chantier naval de Yarrow Shipbuilders Ltd. de Scotstoun en Ecosse. La pose de la quille est effectuée le 7 juin 1940 sous le numéro J1850, le Wilton est lancé le 17 octobre 1941 et mis en service le 18 février 1942.
Il a été parrainé par la communauté civile du district urbain de New Forest dans le Hampshire pendant la campagne nationale du Warship Week (semaine des navires de guerre) en mars 1942, mais plus tard, cela a été changé pour la communauté civile de East Retford dans le Nottinghamshire.
Les navires de classe Hunt sont censés répondre au besoin de la Royal Navy d'avoir un grand nombre de petits navires de type destroyer capables à la fois d'escorter des convois et d'opérer avec la flotte. Les Huntde type II se distinguent des navires précédents type I par une largeur (Maître-bau) accrue afin d'améliorer la stabilité et de transporter l'armement initialement prévu pour ces navires.
Le Hunt type II mesure 80,54 m de longueur entre perpendiculaires et 85,34 m de longueur hors-tout. Le Maître-bau du navire mesure 9,60 m et le tirant d'eau est de 3,51 m. Le déplacement est de 1070 t standard et de 1510 t à pleine charge.
Deux chaudières Admiralty produisant de la vapeur à 2100 kPa et à 327 °C alimentent des turbines à vapeur à engrenages simples Parsons qui entraînent deux arbres d'hélices, générant 19 000 chevaux (14 000 kW) à 380 tr/min. Cela donné une vitesse de 27 nœuds (50 km/h) au navire. 281 t de carburant sont transportés, ce qui donne un rayon d'action nominale de 2 560 milles marins (4 740 km) (bien qu'en service, son rayon d'action tombe à 1 550 milles marins (2 870 km)).
L'armement principal du navire est de six canons de 4 pouces QF Mk XVI (102 mm) à double usage (anti-navire et anti-aérien) sur trois supports doubles, avec un support avant et deux arrière. Un armement antiaérien rapproché supplémentaire est fourni par une monture avec des canons quadruple de 2 livres "pom-pom" MK.VII et deux  canons Oerlikon de 20 mm Mk. III montés dans les ailes du pont. Les montures jumelles motorisées d'Oerlikon sont remplacés par des Oerlikons simples au cours de la guerre. Jusqu'à 110 charges de profondeur pouvaient être transportées,. Le navire a un effectif de 168 officiers et hommes,.

## Histoire

### Seconde guerre mondiale

#### 1942
Après avoir terminé ses essais et sa mise en service, le Wilton se rend à Scapa Flow en mars 1942 pour s’entraîner avec les navires de la Home Fleet, affecté à des fonctions d’escorte de convoi dans les approches occidentales. Il fait partie du Western Local Escort  (Escort local de l'Ouest) l’escorte du convoi arctique russe PQ14 le 4 avril avec les chalutiers armés HM Northerm Wave  et HM Chiltern, puis se détache du convoi le 12 avril et retourne à Scapa Flow avec des dommages mineurs dû au temps glacial. Il est réparé au chantier naval de la Tamise le 22 avril avant de poursuivre ses opérations de patrouille et d’escorte,,,,.
Le 1er juin, le Wilton est affecté avec les destroyers St. Mary’s (I12), Newark (G08) et Intrepid (D10) pour escorter les mouilleurs de mines auxiliaires Menestheus (M93), Agamemnon (M10), Southern Prince (M47) et le croiseur mouilleur de mines Adventure (M23) durant la pose de mines marines dans le barrage nord du détroit du Danemark.
Le 30 juin, le Wilton et les destroyers Fury (H76), Keppel (D84), Leamington (G19), Ledbury (L90), Offa (G29), et les corvettes Dianella (K07), La Malouine (K46), Lotus (K130) et  Poppy (K213) escortent le convoi arctique PQ17 traversant la mer du Nord jusqu’à Mourmansk en Union Soviétique. Lorsque le convoi PQ17 se disperse sur un ordre erroné du ministère de la Marine britannique le 4 juillet, le Wilton se sépare pour rejoindre les croiseurs de la Home Fleet  pour le convoi PQ17 et le convoi QP13 pour le retour. Le 23 juillet, il continue à protéger le navire-citerne auxiliaire RFA Black Ranger (A163) dans le domaine du ravitaillement et des opérations de munitions pour les destroyers participant à l’escorte du convoi.
Le Wilton et le destroyer Bramham (L51) escortent le convoi WS21 le 29 juillet sur la Clyde pour une croisière transatlantique, se séparent du convoi WS21 le 2 août et participent à l’escorte du convoi WS21S pour Gibraltar. Cela fait partie de l’opération Pedestal pour augmenter les renforts pour Malte bloqué par l’ennemi. Il fait partie de la force X pour fournir un soutien étroit au convoi à travers le détroit de Sicile le 10 août, et pour supporter l’attaque sous-marine ennemie le lendemain, lorsque le porte-avions Eagle (94) est coulé. Il se détache avec les destroyers Bicester (L34) et Derwent (L83) le 12 août pour escorter le croiseur léger Nigeria (60) vers Gibraltar, après que ce dernier ait été endommagé par une torpille du sous-marin italien Axum. Le Wilton retourne à la Home Fleet à Scapa Flow après avoir terminé une expédition en Méditerranée,,,.
Le 9 septembre, le Wilton est, avec le Wheatland (L122) et escorté du porte-escorte Avenger (D14) et du croiseur léger Scylla (98), organisé pour fournir un soutien aérien pour le voyage du convoi PQ18 en Russie et le convoi QP14 pour le retour. Le Wilton avec le Avenger, le Scylla et le Wheatland se séparent du convoi QP14 le 20 septembre en raison de la menace accrue de sous-marins ennemis. Le 10 octobre, le Wilton et le Wheatland sont envoyés à Gibraltar pour se préparer à l’opération Torch, le débarquement allié en Afrique du Nord. il rejoint la 57e Division de destroyers à Gibraltar le 2 novembre et est organisé le 8 novembre pour escorter les convois côtiers afin d’attaquer Bougie en Algérie, pour endurer des attaques de torpilles ennemies le lendemain. Il poursuit ses opérations de convoi et de patrouilles jusqu'à la fin de l'année,.

#### 1943
Alors qu’il escorte le convoi KMF10A au large d’Alger en février 1943, le Wilton participe avec les destroyers escortant Bicester, Lamerton (L88) et Wheatland à la recherche du sous-marin allemand (U-Boot) U-443 qui est finalement coulé par des charges de profondeur le 23 février avec la perte totale de l'équipage à la position géographique de 36° 55′ N, 2° 25′ E.
Il est organisé pour empêcher les navires ennemis d’évacuer les forces du Cap Bon, en Tunisie, et de bombarder les positions ennemies à Kelebia le 5 mai,,,,.
Le 7 juillet, le Wilton participe à l’opération Husky, le débarquement allié en Sicile. Le Wilton et le Wheatland rejoignent le Escort Group X dans le cadre de la Support Force East (Force de soutien de l’Est) et passe par Alger, et le 7 juillet, il fait partie de l’escorte pour la force d’invasion amphibie partant d’Alger pour les plages de débarquement en Sicile. Arrivé dans la zone d’assaut le 10 juillet, le destroyer continue à défendre les convois de renforts en Méditerranée centrale. Jusqu’au 10 octobre, elle escorte des convois pour augmenter les renforts pour servir l’opération Avalanche, le débarquement allié à Salerne. Par la suite, en décembre, le navire subit des réparations,,,,.

#### 1944
Le 1er janvier 1944, le Wilton participe à l’opération Shingle, le débarquement allié sur Anzio, en Italie en étant détaché dans la Northern Attack Force. Le 21 janvier, il rejoint le Beaufort (L14) et le Brecon (L76)  pour être affecté pour le soutien de la force d’invasion djusqu’au 29 janvier. il subit fréquemment des frappes aériennes et des attaques par des sous-marins ennemis. Après la fin de l’opération, il reprend ses fonctions d’escorte de convoi en Méditerranée centrale. En mars, le navire déménage sa base à Naples, en Italie, et le 29 mars, avec les destroyers Laforey (G99) et Tumult (R11), recherche le sous-marin allemand U-223. Après avoir enduré des attaques de charges de profondeur, le U-223 est forcé de faire surface le lendemain et est coulé par des coups de canons à la position géographique de 38° 48′ N, 14° 10′ E,.
Le 4 avril, le Wilton est transféré en mer Adriatique pour soutenir les opérations militaires au large de l’Albanie. Le 10 octobre, il participe à l’opération d’occupation de Corfou et Saranda, tirant des coups de canons durant les opérations militaires. Le 3 décembre, il est organisé avec trois destroyers et torpilleurs pour soutenir l’attaque sur une base ennemie de navires explosifs à Uissinpicolo, et le 17 décembre, il tire sur Fort Asino.

#### 1945
Le Wilton continue à servir dans la mer Adriatique et la mer Egée jusqu’au 3 mars 1945, date à laquelle il est affecté en Grande-Bretagne comme escorte aux convois côtiers. Il est basé à Sheerness et est coordonné avec la 21e Flottille de destroyers, renforçant les patrouilles pour faire face au mouillage champs de mines ennemis en augmentation significative par des sous-marins et des schnellboote. En avril, le Wilton et sa flottille sont exploités en mer du Nord.
Après la fin du conflit en Europe, il est sous le commandement de Nore pour les opérations d’occupation.
En juin, Wilton est affecté au commandement de Plymouth pour se préparer à être envoyé pour servir en Extrême-Orient. Le navire doit être révisé à Simonstown, alors il part pour l’Afrique du Sud en juillet, et accoste à Simonstown pour les réparations. Les travaux ne sont achevés qu’au 1er janvier 1946, lorsque la guerre est terminée à la suite de la reddition du Japon le 8 mai.

### Après-guerre
Le Wilton retourne à Devonport le 10 février 1946 et est envoyé à la Reserve Fleet (Flotte de réserve) à Plymouth jusqu’en 1949, date à laquelle il recommandae et sert dans la 4e Flottille d’instruction à Rosyth.
Il retourne à la réserve en 1952 et est abandonné à Cardiff durant 5 ans. Il est finalement mis sur la liste des démolitions en 1959
Il est vendu à Shipbreaking Industries pour un démantèlement à Faslane le 30 novembre 1959. Le navire arrive au chantier de démolition sur le Clyde le 4 décembre 1959 et sa valeur de la ferraille est de 22 900 livres.

### Honneurs de bataille
- ARCTIC  1942
- MALTA CONVOYS 1942
- NORTH AFRICA 1942-43
- SICILY 1943
- AEGEAN 1943
- MEDITERRANEAN 1944
- ADRIATIC 1944
- NORTH SEA 1945

### Commandement
- Lieutenant (Lt.) Adrian Paul Northey (RN) de décembre 1941 à novembre 1943
- Lieutenant  (Lt.) George Gosselin Marten (RN) de novembre 1943 au 5 mars 1945
- Lieutenant  (Lt.) Shirley Elliston Jagger (RN) du 5 mars 1945 à début 1946